# Motoring and Camping in Denmark
|  | Denne artikel er oprettet af botten Steenthbot ud fra en ekstern database. Den kan derfor have sproglige fejl eller mangler. Denne skabelon kan fjernes efter kontrol af indholdet. |

Motoring and Camping in Denmark er en dansk dokumentarfilm fra 1978 instrueret af David Williams.

## Handling
Turistfilm, lavet til det britiske marked af Danmarks Turistråd, der viser fornøjelserne ved en bil- og campingferie i Danmark.